# Helianthus debilis
Espèce
Statut de conservation UICN

 LC : Préoccupation mineure
Helianthus debilis est une espèce de plantes de la famille des Asteraceae. Elle est originaire de la côte est des États-Unis.

## Description
Helianthus debilis est une plante vivace ou annuelle pouvant atteindre 2 mètres de haut.
La tige est érigée ou décombante, se développant à partir d'une racine pivotante. Elle peut également se développer à la manière d'un couvre-sol.
Les feuilles sont généralement alternes, de forme et de taille pouvant varier. Les plus grandes feuilles pouvant mesurer jusqu'à 14 centimètres de long et 13 cm de large.
L'inflorescence est un capitule composé de plusieurs fleurons. Les fleurons ligulés, qui sont en périphérie du capitule, mesurant 2,3 cm de long au maximum, peuvent être au nombre de 20 à 21, sont disposés en un seul rang et sont généralement de couleur jaune. Il peut y avoir soit un capitule unique par tige ou un ensemble de 2 à 3 par tige. Chaque capitule est entouré d'un involucre à bractées. Ces bractées sont vertes, lancéolées, mesurant jusqu'à 1,7 cm de long et il peut y en avoir jusqu'à 30 qui entourent les capitules. Le centre du capitule est composé de fleurons de couleur rouge, jaunâtre ou violacée.
Le fruit est une cypsèle mesurant environ 2 à 3 mm de long.

## Distribution et habitat
Helianthus debilis est originaire de la côte Est des États-Unis. Elle est adaptée à des types d'habitat côtier et peut-même pousser directement sur les plages. Il tolère les lieux modérément salins mais pas une quantité excessive de brouillard salin et d'inondation. Il supporte très bien les sécheresses. Il n'a aucune difficulté à se développer dans les sols pauvres en nutriments. Il pousse facilement dans le sable, dans les limons ainsi que dans les sols alcalins et acides. Cette espèce est très utile car elle permet d'empêcher l'érosion des dunes de sable. Cette espèce a été introduite et s'est naturalisée dans d'autres pays et sur d'autres continents.

## État de conservation
L'UICN a indiqué que cette espèce est classée « Préoccupation mineure », ce qui veut dire qu’Helianthus debilis n'est pas en danger d'extinction.

## Utilité
Cette espèce fournit un fourré pour la protection des petits oiseaux et d'autres animaux.

## Liste des sous-espèces
Helianthus debilis contient actuellement 5 sous-espèces reconnues :
- Helianthus debilis subsp. cucumerifolius
- Helianthus debilis subsp. debilis
- Helianthus debilis subsp. silvestris
- Helianthus debilis subsp. tardiflorus
- Helianthus debilis subsp. vesticus

## Cultivars ornementaux
Helianthus debilis est cultivée en tant que plante ornementale dans les jardins. Dès lors, plusieurs cultivars ont été créées à des fins ornementales.
On peut notamment citer les cultivars suivants :
- Helianthus debilis 'Dazzler'
- Helianthus debilis 'Excelsior'
- Helianthus debilis 'Ice Cream'
- Helianthus debilis 'Italian White'
- Helianthus debilis 'Vanilla Ice'